# Župnija Spodnja Polskava

Župnija Spodnja Polskava je rimskokatoliška teritorialna župnija dekanije Slovenska Bistrica Bistriško-Konjiškega naddekanata, ki je del nadškofije Maribor.

## Sakralni objekti
|    | slika | cerkev                                          | kraj / naselje   |
| -- | ----- | ----------------------------------------------- | ---------------- |
| 1. |       | cerkev sv. Štefana župnijska cerkev             | Spodnja Polskava |
| 2. |       | cerkev Marijinega brezmadežnega srca podružnica | Pragersko        |